# Tonnoy
Tonnoy ist eine französische Gemeinde mit 651 Einwohnern (Stand: 1. Januar 2022) im Département Meurthe-et-Moselle in der Region Grand Est (bis 2015 Lothringen). Tonnoy gehört zum Arrondissement Nancy und zum Kanton  Lunéville-2.

## Geografie
Tonnoy liegt etwa 15 Kilometer südsüdöstlich von Nancy an der Mosel. An der westlichen Gemeindegrenze führt der Schifffahrtskanal Canal des Vosges entlang. Umgeben wird Tonnoy von den Nachbargemeinden Burthecourt-aux-Chênes im Norden, Coyviller im Nordosten, Ferrières im Osten, Velle-sur-Moselle im Südosten und Süden, Crévéchamps im Süden, Benney im Südwesten und Westen sowie Flavigny-sur-Moselle im Westen und Nordwesten.

## Bevölkerungsentwicklung
| Jahr                       | 1962 | 1968 | 1975 | 1982 | 1990 | 1999 | 2006 | 2019 |
| Einwohner                  | 395  | 327  | 428  | 575  | 607  | 635  | 716  | 675  |
| Quellen: Cassini und INSEE |      |      |      |      |      |      |      |      |

## Sehenswürdigkeiten
- Kirche Saint-Laurent aus dem 15. Jahrhundert
- Schloss Saudronviller aus dem 18. Jahrhundert
- Burg Tonnoy aus dem 14. Jahrhundert mit Resten aus dem 16. Jahrhundert
- mehrere Häuser aus dem 15. und 16. Jahrhundert

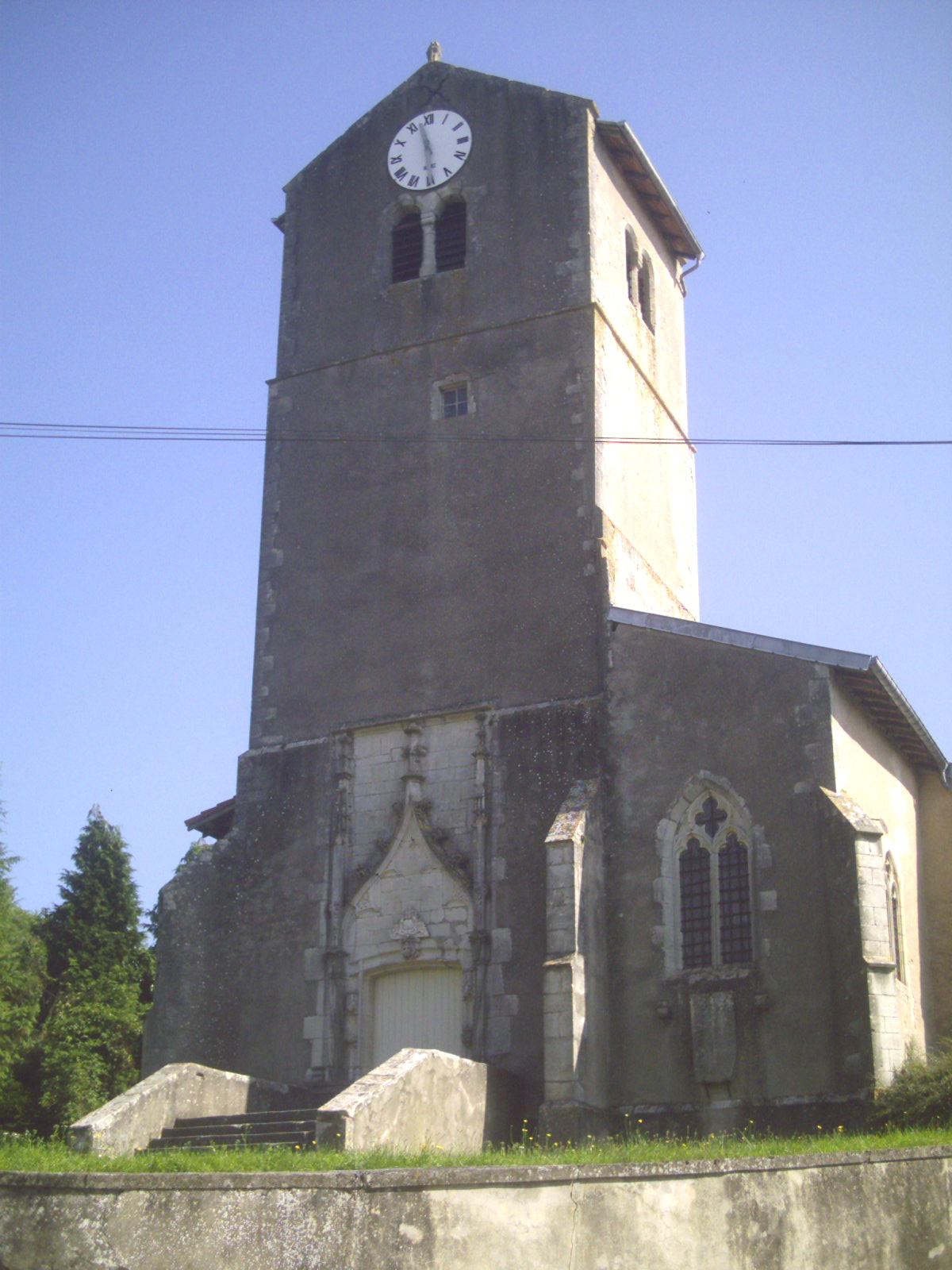
Kirche Saint-Laurent
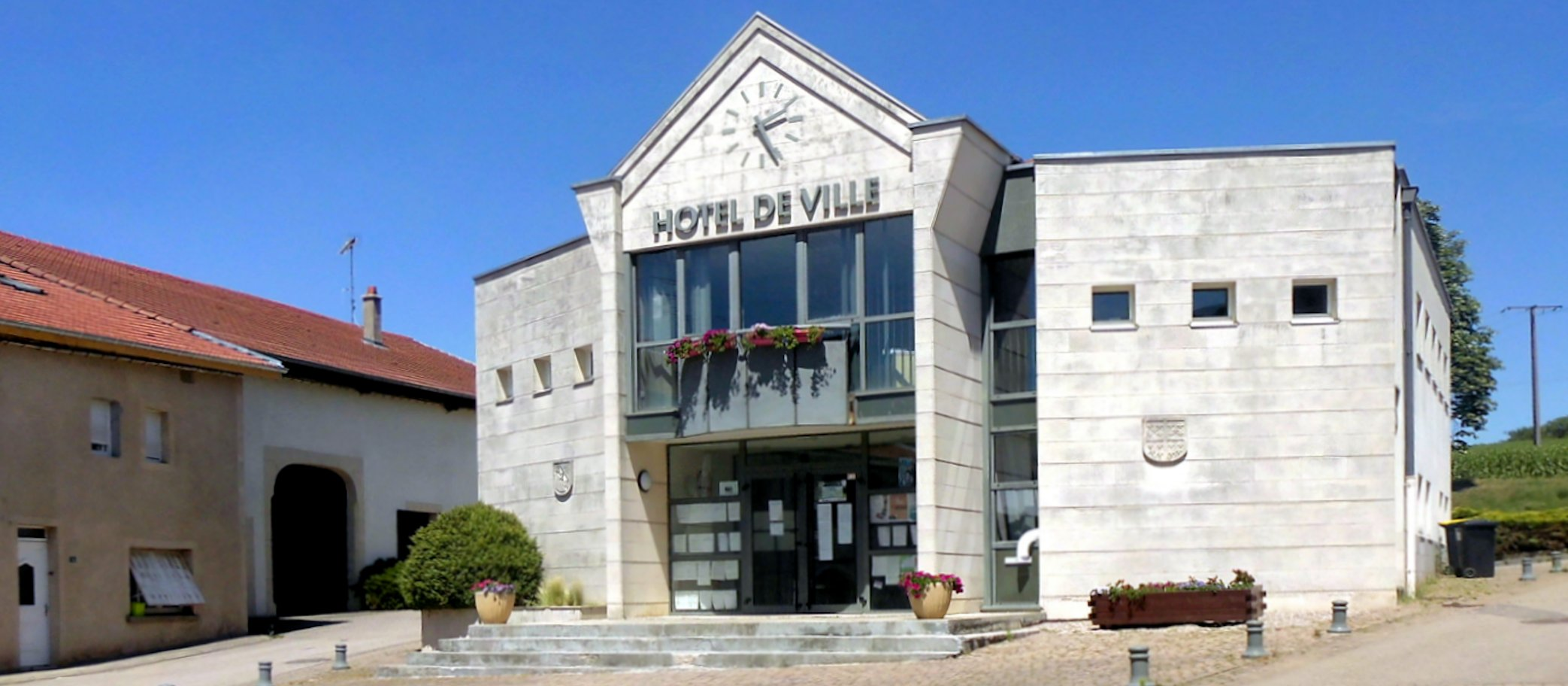
Rathaus (Hôtel de ville)